# Marco Camenisch
Marco Camenisch (* 21. Januar 1952 in Campocologno, Graubünden) ist ein Schweizer Anarchist und Ökoterrorist.

## Leben
Der Sohn eines Zollbeamten besuchte das Gymnasium in der Evangelischen Mittelschule in Schiers und verliess die Schule ohne Abschluss. Er begann eine landwirtschaftliche Lehre im Plantahof in Landquart, konnte sich jedoch mit der fortgeschrittenen Tierzucht und der Nutzung von Kunstdüngern nicht anfreunden und zog auf eine Alp.
In den 1970er Jahren war er in der Anti-Atomkraft-Bewegung aktiv und entwickelte sich zu einem militanten Gegner der Kernenergie. In den Jahren 1979 und 1980 beging er zusammen mit Mittätern mehrere Sprengstoffanschläge auf Hochspannungsmasten und Transformatoren der Nordostschweizerischen Kraftwerke. Camenisch wurde vom Kantonsgericht Chur zu zehn Jahren Zuchthaus verurteilt. Im Dezember 1981 gelang ihm und fünf Mitgefangenen die Flucht aus der Strafanstalt Regensdorf. Dabei erschossen die Flüchtenden einen Wärter und verletzten einen weiteren. Im Nachhinein wurde festgestellt, dass er im Falle des Gefängnisausbruchs nicht der Schütze war. Camenisch wurde zu einer der meistgesuchten Personen der Schweiz. Am 3. September 1989 wurde er in Brusio gesichtet, als er das Grab seines kurz zuvor verstorbenen Vaters besuchte. Als kurz darauf ein Grenzwächter erschossen aufgefunden wurde, fiel der Verdacht auf Camenisch. 
Im November 1991 wurde Camenisch in der Toskana verhaftet. Der Festnahme ging ein Schusswechsel mit der italienischen Polizei voran, bei dem ein Polizist leicht verletzt und Camenisch an Knie und Beinen schwer verletzt wurde. 1993 wurde er in Italien wegen Körperverletzung und Sprengstoffdelikten zu zwölf Jahren Zuchthaus verurteilt und am 18. April 2002 an die Schweizer Behörden ausgeliefert. Der zuständige Zürcher Staatsanwalt beantragte wegen des Mordes am Grenzwachtbeamten eine Verwahrung. Das Geschworenengericht verurteilte Camenisch 2004 zu 17 Jahren Zuchthaus. Die Echtheit der Beweise in dem Indizienprozess wurde von der Verteidigung angezweifelt und Camenisch stritt die Tat ab. Dieses Urteil wurde vom Bundesgericht auf 8 Jahre reduziert, da Camenisch einen Teil seiner Strafe schon in Italien abgesessen hatte.
In Italien wurde er in einem zweiten Prozess freigesprochen, bei dem 47 Anarchisten der insurrektionalistischen Organizzazione rivoluzionaria anarchica insurrezionale vor Gericht gebracht wurden. Eine bedingte Haftentlassung wurde ihm 2012 nicht gewährt, seit 2015 befand er sich im offenen Vollzug in der Strafanstalt Saxerriet. Am 10. März 2017 wurde er bedingt aus der Haft entlassen.

## Demonstrationen
2002 und 2003 fanden Kundgebungen für Camenisch statt, so z. B. am 1. Juni 2002 vor dem Zürcher Bezirksgebäude und am 9. Februar 2003 vor dem Gefängnis in Chur, wo er damals inhaftiert war. In Italien wurden die Relais-Station der RAI in Bergamo, sowie die Talstation der Gondelbahn von Abetone zerstört und mit dem Slogan «Feuer für die Zerstörer, Freiheit für Marco» begleitet.
Am 8. Mai und am 13. Juni 2004 fanden in Zürich bzw. Regensdorf unbewilligte Kundgebungen für ihn statt. In der Nacht von Montag auf Dienstag, 24./25. Mai 2004, wurde ein Brandanschlag auf eine Mehrzweckanlage der Swisscom in Zürich verübt, wobei die Täter im Bekennerschreiben und einem Graffito die Freiheit von Marco Camenisch forderten. Die Gerichtsverhandlung bezüglich seiner möglichen Verwahrung am 12. März 2007 wurde von Sympathisanten gestört. Im September 2007 steckten Camenisch-Anhänger zwei fabrikneue Reisebusse auf dem Areal der MAN Nutzfahrzeuge Schweiz AG in Otelfingen in Brand. Vier weitere Fahrzeuge wurden beschädigt. Ein anonymes Bekennerschreiben ging an verschiedene Medien.
In der Nacht vom 28. auf den 29. Februar 2008 wurde das Auto von Regierungsrat Markus Notter in Dietikon angezündet, so dass auch die Hausfassade in Mitleidenschaft gezogen wurde. In einem anonymen Bekennerschreiben wurde das Vorgehen mit Camenischs Hungerstreik begründet.